# Ronnie i Donnie Galyon
Ronnie Galyon i Donnie Galyon (ur. 28 października 1951, zm. 4 lipca 2020) – zrośnięci bracia bliźniacy.

## Życiorys

### Dzieciństwo
Bracia przyszli na świat w Dayton w stanie Ohio, w Stanach Zjednoczonych. Bliźniacy byli zrośnięci mostkami oraz miednicą. Przy ówczesnym stanie medycyny ich rozdzielenie było niemożliwe. Bliźnięta nie zostały przyjęte do miejscowej szkoły, co spowodowało, że byli nauczani w domu, przez co u obu wykształcił się analfabetyzm funkcjonalny.
Rodzice braci posiadali dziewiątkę innych dzieci na swoim utrzymaniu, więc zdecydowali się wystawić swoje dzieci jako atrakcję na jarmarkach i pokazach. Podczas swojego życia Ronnie i Donnie wzięli udział w pokazach w wielu krajach Ameryki Północnej i Ameryki Łacińskiej. Bracia próbowali również wstąpić do wojska, jednak uzyskali kategorię 4-F.

### Późniejsze życie
Ronnie i Donnie kontynuowali karierę w rozrywce do 1991 roku, kiedy to po 30 latach pracy, zdecydowali się przejść na emeryturę w swoim rodzinnym mieście, Dayton. Pomimo przejścia na emeryturę pozostali aktywni w lokalnej społeczności i prowadzili w dużej mierze normalne życie, w czym pomagał im niestandardowy, podwójny wózek inwalidzki. Chociaż wycofali się z showbiznesu, bliźniacy wielokrotnie występowali w telewizji. Pojawili się m.in. w The Jerry Springer Show w 1997 roku, dokumencie Discovery Channel w 1998 roku oraz w dokumencie Channel 5 w 2009 roku.
W 2009 roku Ronnie poważnie zachorował na płuca, co okazało się zagrożeniem zarówno dla niego, jak i dla jego brata. Po hospitalizacji, bracia wymagali całodobowej opieki, którą zajął się ich młodszy brat Jim wraz z żoną Mary. Dostosowanie domu Mary i Jima do wymagań osób niepełnosprawnych było możliwe między innymi dzięki zbiórkom i dotacjom, które małżeństwo otrzymało z całego świata. 22 grudnia 2010 TLC opublikowało dokument The World’s Oldest Conjoined Twins Move Home, w którym opowiedziana została historia remontu domu oraz powrotu do zdrowia przez obu bliźniaków.

### Śmierć
Bliźniacy zmarli w hospicjum w Dayton, Ohio w otoczeniu rodziny 4 lipca 2020.

## Księga rekordów Guinnessa
Według Księgi rekordów Guinnessa, Ronnie i Donnie Galyon w 2009 stali się najstarszymi żyjącymi bliźniętami syjamskimi. 29 października 2014 zostali najdłużej żyjącymi bliźniakami syjamskimi w historii, pobijając rekord ustanowiony przez Giacoma i Giovanniego Battistę Toccich.